# Громадянство Японії

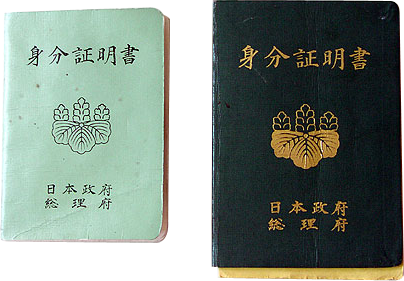
Паспорт громадянина Японії

Японське громадянство — стійкий правовий зв'язок особи з Японією, що регламентується десятою статтею конституції Японії та законом про громадянство № 147 від 1950 рік а. Як правило, громадянство Японії передається патрилінійно, проте є й винятки, що дозволяють отримати громадянство на основі права за народженням або через натуралізацію.

## Юридичні аспекти
До 1984 року громадянство Японії могло перейти виключно по батьківській лінії. Особи, матері яких не були громадянками Японії, також могли отримати громадянство по лінії батька, але зворотного процесу відбутися не могло. Жодних обмежень, пов'язаних із родоводом матері, послідувати не могло. Однак з 1984 року громадянство Японії стало можливо отримати і по материнській лінії. Була організована трирічна перехідна система. Особи, народжені в період з 1 січня 1965 року по 31 грудня 1984 року, чиї матері мали японське громадянство, також отримали його негайно.
Імператор Японії та Імператорська сім'я також мають японське підданство і, отже, є японськими громадянами відповідно до десятої статті конституції Японії. Однак імператора не розглядають як громадянина в повному сенсі цього слова, оскільки він є символом єдності японської нації відповідно до першої частини конституції Японії. Деякі його права, наприклад, виборче право, обмежені. Проте відмінності між Імператорською сім'єю і громадянами Японії незначні. Право Імператорської сім'ї брати участь в управлінні державою можливо призупинити лише керуючись додатковими положеннями «Закону про вибори на державні посади». Також Імператорська родина не значиться в сімейному реєстрі.

## Положення про громадянство

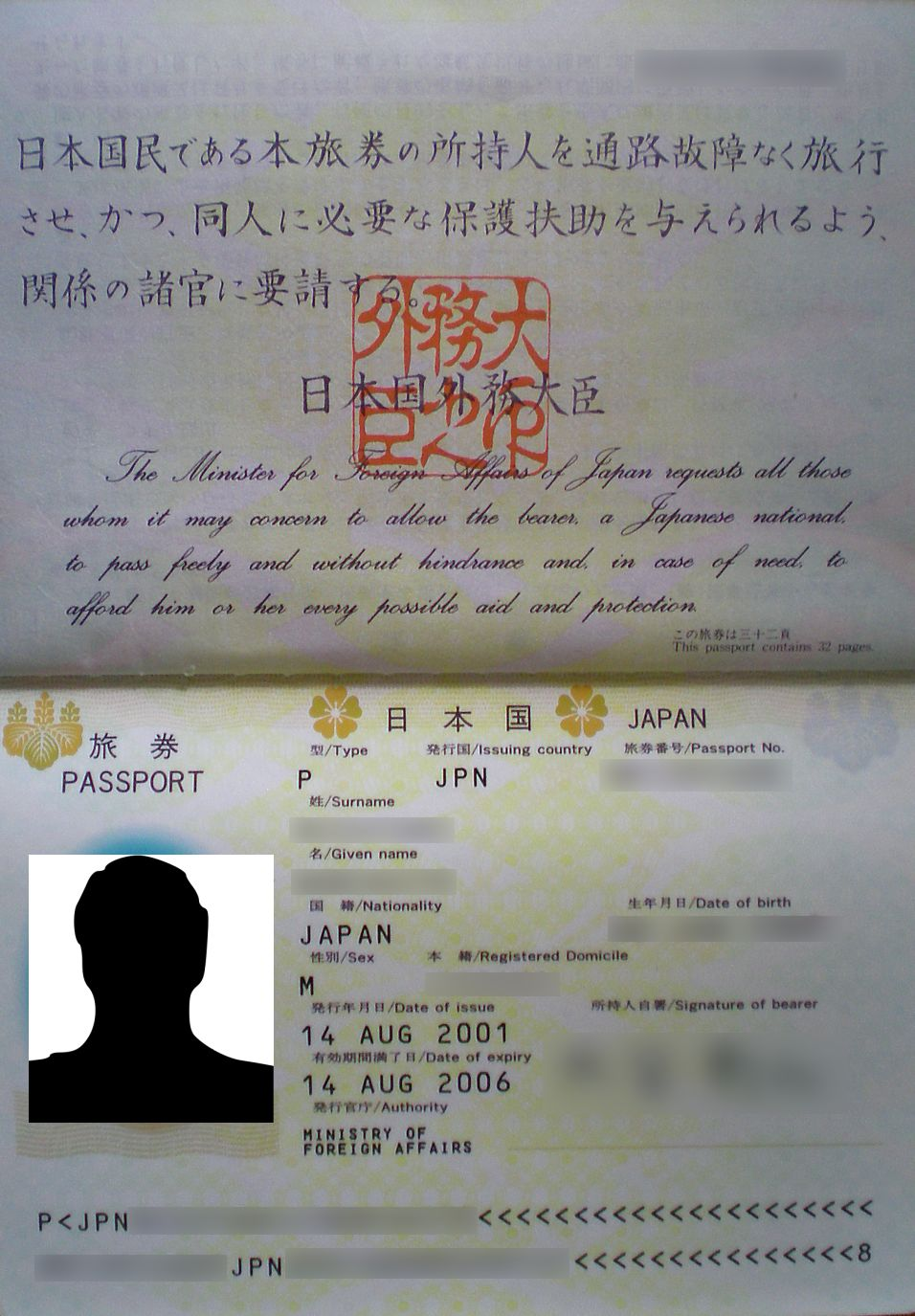
Зразок розвороту японського паспорта

### За правом народження
Японське законодавство передбачає три умови отримання громадянства за народженням. Відповідність хоча б одній із цих трьох умов дає право на отримання громадянства:
- Батько та/або мати дитини на момент її народження є громадянами Японії.
- Батько дитини, який помер до її народження, був громадянином Японії.
- Якщо дитина народилася на території Японії, але її батьки встановлені не були, або ж якщо дитина не має громадянства.

### Натуралізація
Особи, які є іноземцями, можуть пройти натуралізацію з дозволу міністерства юстиції Японії, якщо відповідають певним умовам. Особа, яка бажає стати громадянином Японії має:
- Прожити на її території не менше 5 років.
- Бути не молодше 20 років і бути дієздатною відповідно до законів своєї початкової країни.
- Не бути поміченим у скоєнні правопорушень.
- Мати постійний заробіток або ж користуватися заробітком чоловіка/дружини, який дозволяє утримувати його.
- Не мати громадянства при отриманні або ж старе громадянство має втрачатися при отриманні японського. Подвійне громадянство заборонено японським законодавством.
- Ніколи не перебувати в політичних об'єднаннях, що зазіхають на конституційний лад Японії, заявляти подібні ідеї особисто і пропагувати їх.

Знання японської мови не є обов'язковою умовою для проходження натуралізації, але свідомо передбачається. У деяких випадках для отримання громадянства Японії особа, яка перебуває у шлюбі з громадянином Японії, або дитина особи, яка колись була громадянином Японії, може не відповідати всім перерахованим вище пунктам. Крім цього, іноземні громадяни, які «надали Японії особливі послуги», можуть отримати громадянство з дозволу спеціальної ради, минаючи всі вищевказані вимоги. Повідомлення про завершення натуралізації буде гласно опубліковано в офіційному віснику.

### Позбавлення громадянства
За законодавством Японії особа може позбутися японського громадянства у двох випадках:
1. Набуття іноземного громадянства за власним бажанням.
2. Особа, яка підходить під одну з трьох умов набуття громадянства за народженням, але народилася в іншій країні та набула іноземного громадянства, не висловивши надалі бажання набути громадянство Японії.

Слід зазначити, що відмова від громадянства не означає його остаточну втрату. Відновлення громадянства Японії можливе на умовах відмови від іноземного через повідомлення міністра юстиції.

### Подвійне громадянство
Японське законодавство не передбачає подвійного громадянства. З моменту отримання подвійного громадянства особі дається два роки, щоб вибрати одне з двох. У разі вибору японського громадянства, їй необхідно відмовитися від іноземного громадянства або зробити спробу відмови, заявивши про вибір громадянства Японії. Але слід зазначити, що особа, яка з будь-яких причин (навмисних або незалежних від неї), отримавши японське громадянство, не відмовилася від іноземного, кримінально не переслідується.